# Maguette N'Diaye
Maguette N'Diaye (Senegal - 1 de septiembre de 1986) es un árbitro de fútbol senegalés internacional desde el 2011 y arbitra en la Liga senegalesa de fútbol.

## Carrera

### Torneos de selecciones
Ha arbitrado en los siguientes torneos de selecciones nacionales:
- Campeonato Africano de Naciones en el 2018 en Marruecos[2]
- Copa Mundial de Fútbol Sub-20 en el 2019 en Polonia[3]

### Torneos de clubes
Ha arbitrado en los siguientes torneos de internacionales de clubes:
- Liga de Campeones de la CAF
- Copa Confederación de la CAF